# Mark Ebanks
Mark Ebanks (26 dicembre 1990) è un calciatore britannico delle Isole Cayman, di ruolo attaccante.

## Carriera

### Club
Dopo una stagione con il Future nella massima serie del campionato delle Isole Cayman, nel 2010 si trasferisce in Inghilterra giocando una partita con l'Ashford Town nell'ottava serie del campionato inglese. Nel 2013 si trasferisce negli Stati Uniti per giocare con il Fort Lauderdale Strikers.

### Nazionale
Ha esordito in Nazionale nel 2010, prendendo parte a 6 incontri di qualificazione ai Mondiali 2014; ha inoltre segnato una rete nel primo round delle qualificazioni ai Mondiali del 2018, nelle quali le Isole Cayman sono state subito eliminate ad opera di Belize.

## Statistiche

### Cronologia presenze e reti in nazionale
| Cronologia completa delle presenze e delle reti in nazionale ― Isole Cayman | Cronologia completa delle presenze e delle reti in nazionale ― Isole Cayman | Cronologia completa delle presenze e delle reti in nazionale ― Isole Cayman | Cronologia completa delle presenze e delle reti in nazionale ― Isole Cayman | Cronologia completa delle presenze e delle reti in nazionale ― Isole Cayman | Cronologia completa delle presenze e delle reti in nazionale ― Isole Cayman | Cronologia completa delle presenze e delle reti in nazionale ― Isole Cayman | Cronologia completa delle presenze e delle reti in nazionale ― Isole Cayman |
| Data                                                                        | Città                                                                       | In casa                                                                     | Risultato                                                                   | Ospiti                                                                      | Competizione                                                                | Reti                                                                        | Note                                                                        |
| --------------------------------------------------------------------------- | --------------------------------------------------------------------------- | --------------------------------------------------------------------------- | --------------------------------------------------------------------------- | --------------------------------------------------------------------------- | --------------------------------------------------------------------------- | --------------------------------------------------------------------------- | --------------------------------------------------------------------------- |
| 03-10-2010                                                                  | Bayamón                                                                     | Saint-Martin                                                                | 1 – 1                                                                       | Isole Cayman                                                                | Coppa dei Caraibi 2010                                                      | -                                                                           |                                                                             |
| 05-10-2010                                                                  | Bayamón                                                                     | Isole Cayman                                                                | 4 – 1                                                                       | Anguilla                                                                    | Coppa dei Caraibi 2010                                                      | 2                                                                           |                                                                             |
| 07-10-2010                                                                  | Bayamón                                                                     | Porto Rico                                                                  | 2 – 0                                                                       | Isole Cayman                                                                | Coppa dei Caraibi 2010                                                      | -                                                                           |                                                                             |
| 02-09-2011                                                                  | Paramaribo                                                                  | Suriname                                                                    | 1 – 0                                                                       | Isole Cayman                                                                | Qual. Mondiali 2014                                                         | -                                                                           |                                                                             |
| 07-09-2011                                                                  | George Town                                                                 | Isole Cayman                                                                | 1 – 4                                                                       | El Salvador                                                                 | Qual. Mondiali 2014                                                         | 1                                                                           | 78’                                                                         |
| 08-10-2011                                                                  | George Town                                                                 | Isole Cayman                                                                | 0 – 1                                                                       | Suriname                                                                    | Qual. Mondiali 2014                                                         | -                                                                           |                                                                             |
| 12-10-2011                                                                  | San Salvador                                                                | El Salvador                                                                 | 4 – 0                                                                       | Isole Cayman                                                                | Qual. Mondiali 2014                                                         | -                                                                           | 74’                                                                         |
| 15-11-2011                                                                  | George Town                                                                 | Isole Cayman                                                                | 1 – 1                                                                       | Rep. Dominicana                                                             | Qual. Mondiali 2014                                                         | 1                                                                           | 73’ 89’                                                                     |
| 26-03-2015                                                                  | Belmopan                                                                    | Belize                                                                      | 0 – 0                                                                       | Isole Cayman                                                                | Qual. Mondiali 2018                                                         | -                                                                           | 90+1’                                                                       |
| 30-03-2015                                                                  | George Town                                                                 | Isole Cayman                                                                | 1 – 1                                                                       | Belize                                                                      | Qual. Mondiali 2018                                                         | 1                                                                           |                                                                             |
| 10-09-2018                                                                  | Kingston                                                                    | Giamaica                                                                    | 4 – 0                                                                       | Isole Cayman                                                                | Qual. CONCACAF Nations League 2019-2020                                     | -                                                                           |                                                                             |
| 13-10-2018                                                                  | Santiago de los Caballeros                                                  | Rep. Dominicana                                                             | 3 – 0                                                                       | Isole Cayman                                                                | Qual. CONCACAF Nations League 2019-2020                                     | -                                                                           |                                                                             |
| 18-11-2018                                                                  | George Town                                                                 | Isole Cayman                                                                | 0 – 0                                                                       | Saint Lucia                                                                 | Qual. CONCACAF Nations League 2019-2020                                     | -                                                                           | 30’                                                                         |
| 23-03-2019                                                                  | West Bay                                                                    | Isole Cayman                                                                | 1 – 2                                                                       | Montserrat                                                                  | Qual. CONCACAF Nations League 2019-2020                                     | 1                                                                           |                                                                             |
| 17-11-2019                                                                  | George Town                                                                 | Isole Cayman                                                                | 1 – 0                                                                       | Isole Vergini Americane                                                     | CONCACAF Nations League 2019-2020                                           | -                                                                           |                                                                             |
| 20-11-2019                                                                  | Bridgetown                                                                  | Barbados                                                                    | 3 – 0                                                                       | Isole Cayman                                                                | CONCACAF Nations League 2019-2020                                           | -                                                                           |                                                                             |
| 30-3-2021                                                                   | Bradenton                                                                   | Isole Cayman                                                                | 0 – 11                                                                      | Canada                                                                      | Qual. Mondiali 2022                                                         | -                                                                           | 85’                                                                         |
| 3-6-2021                                                                    | Bradenton                                                                   | Isole Cayman                                                                | 1 – 3                                                                       | Aruba                                                                       | Qual. Mondiali 2022                                                         | -                                                                           |                                                                             |
| 9-6-2021                                                                    | Bradenton                                                                   | Bermuda                                                                     | 1 – 1                                                                       | Isole Cayman                                                                | Qual. Mondiali 2022                                                         | 1                                                                           |                                                                             |
| 3-6-2022                                                                    | Tortola                                                                     | Isole Vergini Britanniche                                                   | 1 – 1                                                                       | Isole Cayman                                                                | CONCACAF Nations League 2022-2023 - 1º Turno                                | -                                                                           | Cap.                                                                        |
| 10-6-2022                                                                   | George Town                                                                 | Isole Cayman                                                                | 0 – 3                                                                       | Porto Rico                                                                  | CONCACAF Nations League 2022-2023 - 1º Turno                                | -                                                                           | Cap. 90’                                                                    |
| 27-3-2023                                                                   | Bayamón                                                                     | Porto Rico                                                                  | 5 – 1                                                                       | Isole Cayman                                                                | CONCACAF Nations League 2022-2023 - 1º Turno                                | -                                                                           | Cap. 45’                                                                    |
| Totale                                                                      |                                                                             | Presenze                                                                    | 22                                                                          |                                                                             | Reti                                                                        | 7                                                                           |                                                                             |